# Economía de Israel
La economía de Israel es una economía de mercado muy avanzada, basada principalmente en el conocimiento. Israel ocupa el puesto 22 en el último informe del Índice de Desarrollo Humano de las Naciones Unidas, que lo sitúa en la categoría de "Muy Altamente Desarrollado", lo que permite al país disfrutar de un nivel de vida más alto que muchos otros países occidentales. La prosperidad de la avanzada economía de Israel permite que el país tenga un sofisticado estado de bienestar, una moderna infraestructura y un sector de alta tecnología competitivo a la par de Silicon Valley. Israel tiene el segundo mayor número de empresas emergentes en el mundo después de los Estados Unidos, y el tercer mayor número de empresas que cotizan en el NASDAQ después de Estados Unidos y China. Intel, Microsoft y Apple construyeron sus primeras instalaciones de investigación y desarrollo en el extranjero en Israel, y otras corporaciones multinacionales de alta tecnología, como IBM, Google, HP, Cisco Systems, Facebook y Motorola han abierto centros de investigación y desarrollo en el país.
Los principales sectores económicos del país son la alta tecnología y la fabricación industrial; la industria israelí del diamante es uno de los centros mundiales de corte y pulido de diamantes, y representa el 23,2% de todas las exportaciones. Israel, relativamente pobre en recursos naturales, depende de las importaciones de petróleo, materias primas, trigo, vehículos de motor, diamantes en bruto e insumos de producción, aunque la dependencia casi total del país de las importaciones de energía puede cambiar en el futuro con los recientes descubrimientos de reservas de gas natural frente a sus costas, por un lado, y el papel protagonista de la industria de la energía solar israelí, por otro.
La calidad de la educación universitaria de Israel y el establecimiento de una población altamente motivada y educada es en gran medida responsable del inicio del auge de la alta tecnología y el rápido desarrollo económico del país. Con su fuerte infraestructura educativa y su sistema de incubación de alta calidad para nuevas ideas de vanguardia para crear bienes y servicios impulsados por el valor, ha permitido al país crear una alta concentración de empresas de alta tecnología en todo el país respaldadas financieramente por una fuerte industria de capital de riesgo. Su centro de alta tecnología "Silicon Wadi" se considera el segundo en importancia, sólo superado por su homólogo californiano. Numerosas empresas israelíes han sido adquiridas por corporaciones globales por su personal corporativo confiable y de calidad.
Con un historial tan impresionante de creación de tecnologías orientadas a la obtención de beneficios, Israel se ha convertido en la primera opción para muchos de los principales empresarios, inversores y gigantes de la industria del mundo. El dinamismo económico de Israel ha atraído la atención de líderes empresariales internacionales como el fundador de Microsoft, Bill Gates, el inversor Warren Buffett, el promotor inmobiliario y presidente de los Estados Unidos, Donald Trump, y el mexicano, Carlos Slim. Todos los empresarios han elogiado la economía de Israel y han invertido fuertemente en numerosas industrias israelíes más allá de sus actividades comerciales e inversiones tradicionales en sus países de origen. En 2007, la empresa holding del inversor estadounidense Warren Buffett, Berkshire Hathaway, compró una empresa israelí, Iscar, su primera adquisición fuera de los Estados Unidos, por 4.000 millones de dólares.
En septiembre de 2010, Israel fue invitado a unirse a la OCDE. Israel también ha firmado acuerdos de libre comercio con la Unión Europea, los Estados Unidos, la Asociación Europea de Libre Comercio, Turquía, México, Canadá, Ucrania, Jordania, Egipto y, el 18 de diciembre de 2007, se convirtió en el primer país no latinoamericano en firmar un acuerdo de libre comercio con el bloque comercial del Mercosur. Israel es también un importante destino turístico, con 3,6 millones de turistas extranjeros que lo visitaron en 2017.

## Historia
El Mandato Británico de Palestina que entró en vigor en 1920 tenía como objetivo restringir la compra de tierras por parte de los inmigrantes judíos. Por esta razón, la población judía era inicialmente más urbana y tenía una mayor participación en las ocupaciones industriales. Este desarrollo particular dio como resultado económico uno de los pocos milagros de crecimiento de la región, en el que la estructura de las empresas estaba determinada principalmente por empresarios privados y no por el gobierno. El primer estudio del Mar Muerto en 1911, realizado por el ingeniero judío ruso Moshe Novomeysky, condujo al establecimiento de Palestine Potash Ltd. en 1930, posteriormente rebautizada como Dead Sea Works. En 1923, a Pinhas Rutenberg se le otorgó una concesión exclusiva para la producción y distribución de energía eléctrica. Fundó la Palestine Electric Company, más tarde la Israel Electric Corporation. Entre 1920 y 1924 se establecieron algunas de las fábricas más grandes del país, como la Shemen Oil Company, la Societe des Grand Moulins, la Palestine Silicate Company y la Palestine Salt Company. En 1937 había 86 fábricas de hilado y tejido en el país, que empleaban a 1500 personas. El capital y la experiencia técnica eran suministrados por profesionales judíos de Europa. La planta textil de Ata en Kiryat Ata, que se convirtió en un icono de la industria textil israelí, se estableció en 1934. La industria experimentó un rápido desarrollo durante la Segunda Guerra Mundial, cuando se interrumpieron los suministros de Europa mientras que los fabricantes locales se encargaron de las necesidades del ejército. En 1943, el número de fábricas había crecido a 250, con una fuerza de trabajo de 5.630, y la producción se multiplicó por diez.
A partir de 1924, se celebraron ferias comerciales en Tel Aviv. La Feria del Levante se inauguró en 1932.

### Después de la independencia
Después de la independencia, Israel se enfrentó a una profunda crisis económica. Además de tener que recuperarse de los efectos devastadores de la guerra árabe-israelí de 1948, también tuvo que absorber cientos de miles de refugiados judíos de Europa y casi un millón del mundo árabe. Israel estaba abrumado financieramente y se enfrentaba a una profunda crisis económica, que condujo a una política de austeridad de 1949 a 1959. El desempleo era elevado y las reservas de divisas escaseaban.
En 1952, Israel y Alemania Occidental firmaron un acuerdo que estipulaba que Alemania Occidental debía pagar a Israel por la persecución de los judíos durante el Holocausto, y compensar la propiedad judía robada por los nazis. Durante los siguientes 14 años, Alemania Occidental pagó a Israel 3000 millones de marcos (equivalentes a 111.500 millones de dólares en moneda moderna). Las reparaciones se convirtieron en una parte decisiva de los ingresos de Israel, llegando a representar hasta el 87,5% de los ingresos de Israel en 1956. En 1950, el gobierno israelí lanzó los Bonos de Israel para que los judíos estadounidenses y canadienses los compraran. En 1951, los resultados finales del programa de bonos superaron los 52 millones de dólares. Además, muchos judíos americanos hicieron donaciones privadas a Israel, que en 1956 se pensó que ascendían a 100 millones de dólares al año. En 1957, la venta de bonos ascendió al 35% del presupuesto de desarrollo especial de Israel. Más tarde en el siglo, Israel se hizo significativamente dependiente de la ayuda económica de los Estados Unidos, un país que también se convirtió en la fuente más importante de apoyo político de Israel a nivel internacional.
Los ingresos de estas fuentes se invirtieron en proyectos de desarrollo industrial y agrícola, lo que permitió a Israel ser económicamente autosuficiente. Entre los proyectos que fueron posibles gracias a la ayuda se encuentran la central eléctrica de Hadera, las Obras del Mar Muerto, el Acueducto Nacional de Israel, el desarrollo portuario en Haifa, Ashdod y Eilat, las plantas de desalinización y los proyectos de infraestructura nacional.
Después de la condición de Estado, se dio prioridad al establecimiento de industrias en las zonas de desarrollo, entre ellas Lachish, Ashkelon, el Néguev y Galilea. La expansión de la industria textil de Israel fue una consecuencia del desarrollo del cultivo del algodón como una rama agrícola rentable. A finales del decenio de 1960, los textiles eran una de las ramas industriales más grandes de Israel, después de la industria alimentaria. Los textiles constituían alrededor del 12% de las exportaciones industriales, convirtiéndose en la segunda rama de exportación más grande después de los diamantes pulidos. En la década de 1990, la mano de obra barata de Asia oriental disminuyó la rentabilidad del sector. Gran parte del trabajo se subcontrató a 400 talleres de costura árabes israelíes. Cuando estos cerraron, las empresas israelíes, entre ellas Delta, Polgat, Argeman y Kitan, comenzaron a hacer sus trabajos de costura en Jordania y Egipto, generalmente bajo el arreglo QIZ. A principios de la década de 2000, las empresas israelíes tenían 30 plantas en Jordania. Las exportaciones israelíes alcanzaron los 370 millones de dólares al año, suministrando a minoristas y diseñadores como Marks & Spencer, Gap, Victoria's Secret, Walmart, Sears, Ralph Lauren, Calvin Klein y Donna Karan.
En sus dos primeros decenios de existencia, el firme compromiso de Israel con el desarrollo dio lugar a tasas de crecimiento económico que superaron el 10% anual. Entre 1950 y 1963, el gasto entre las familias de los asalariados aumentó un 97% en términos reales. Entre 1955 y 1966, el consumo per cápita aumentó en un 221%. Los años posteriores a la guerra de Yom Kipur de 1973 fueron una década perdida económicamente, ya que el crecimiento se estancó, la inflación se disparó y los gastos del gobierno aumentaron significativamente. También cabe mencionar la crisis de las acciones del sector bancario de 1983. En 1984, la situación económica se volvió casi catastrófica con la inflación alcanzando una tasa anual cercana al 450% y se proyectaba que llegara a más del 1000% a finales del año siguiente. Sin embargo, el exitoso plan de estabilización económica implementado en 1985  y la posterior introducción de reformas estructurales orientadas al mercado revitalizaron la economía y allanaron el camino para su rápido crecimiento en el decenio de 1990 y se convirtieron en un modelo para otros países que se enfrentaban a crisis económicas similares.

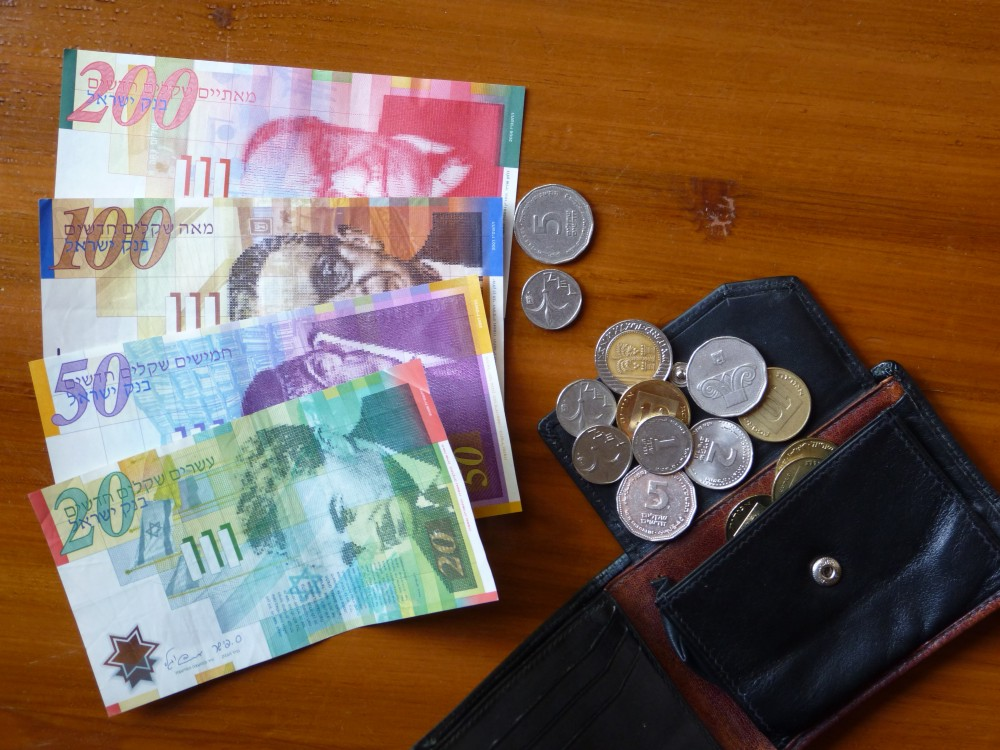
Billetes y monedas de nuevos séqueles israelíes

Dos acontecimientos han contribuido a transformar la economía de Israel desde principios del decenio de 1990. El primero son las olas de inmigración judía, predominantemente de los países de la antigua URSS, que han traído más de un millón de nuevos ciudadanos a Israel. Estos nuevos inmigrantes judíos soviéticos, muchos de ellos con un alto nivel de educación, tuvieron un manantial de conocimientos científicos y técnicos para ayudar a impulsar el floreciente sector tecnológico de Israel, que ahora constituye alrededor del 15% de la población de Israel. El segundo acontecimiento que beneficia a la economía israelí es el proceso de paz iniciado en la conferencia de Madrid de octubre de 1991, que condujo a la firma de acuerdos y posteriormente a un tratado de paz entre Israel y Jordania (1994).
A principios del decenio de 2000, la economía israelí entró en una fase de contracción debido al colapso de la burbuja puntocom, que llevó a la quiebra a muchas empresas de nueva creación establecidas durante el punto álgido de la burbuja. La segunda Intifada, que costó a Israel miles de millones de dólares en gastos de seguridad y una disminución de las inversiones y el turismo, hizo que el desempleo en Israel alcanzara los dos dígitos, el crecimiento en un trimestre de 2000 fue del 10%. En 2002, la economía israelí disminuyó en un trimestre alrededor del 4%. Posteriormente, Israel logró crear una notable recuperación abriendo nuevos mercados a los exportadores israelíes de lugares más lejanos, como los países de rápido crecimiento de Asia oriental. Así como un rebote en el sector de la tecnología con la caída gradual de las puntocom y el aumento global del uso de Internet en todo el mundo, lo que creó una demanda de software, y una demanda posterior al 11 de septiembre en productos de seguridad y defensa. Ambas cosas, que Israel estaba dispuesto a proporcionar debido a la temprana inversión en esos campos, permitieron un alivio gradual de la situación de desempleo dentro del país.
En los últimos años ha habido una afluencia sin precedentes de inversiones extranjeras en Israel, ya que las empresas que antes evitaban el mercado israelí ahora ven su posible contribución a sus estrategias globales. En 2006, la inversión extranjera en Israel ascendió a 13 000 millones de dólares, según la Asociación de Fabricantes de Israel. El Financial Times dijo que "las bombas caen, pero la economía de Israel crece". Además, mientras que la deuda externa bruta total de Israel es de 95.000 millones de dólares, o aproximadamente 41. 6% del PIB, desde 2001 se ha convertido en una nación prestamista neta en términos de deuda externa neta (el valor total de activos vs. pasivos en instrumentos de deuda adeudados en el extranjero), que a junio de 2012 se situó en un importante superávit de 60.000 millones de dólares. El país también mantiene un superávit en cuenta corriente por un monto equivalente a alrededor del 3% de su producto interno bruto en 2010.

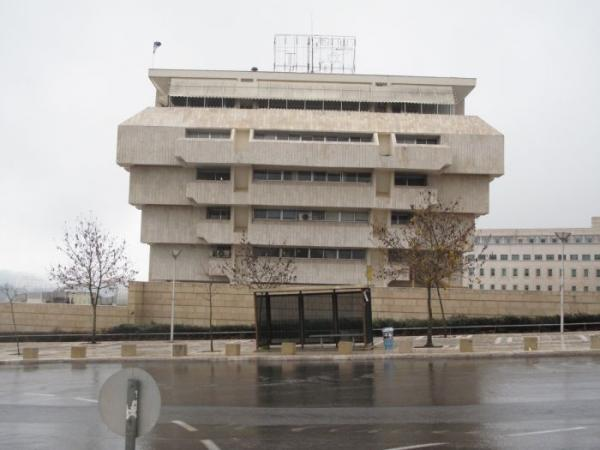
Banco de Israel

La economía israelí resistió la recesión de finales de la década de 2000, registrando un crecimiento positivo del PIB en 2009 y terminando la década con una tasa de desempleo inferior a la de muchos países occidentales. Hay varias razones que explican esta resistencia económica, por ejemplo, el hecho, como se ha dicho anteriormente, de que el país es un prestamista neto en lugar de una nación prestataria y las políticas macroeconómicas generalmente conservadoras del Gobierno y del Banco de Israel. Pueden citarse dos políticas en particular, una es la negativa del Gobierno a sucumbir a la presión de los bancos para que se apropien de grandes sumas de dinero público para ayudarles en los primeros momentos de la crisis, limitando así su comportamiento arriesgado. La segunda es la aplicación de las recomendaciones de la comisión Bach'ar de principios y mediados de los años 2000, que recomendaba la disociación de las actividades de los bancos de depósito y de la banca de inversión, en contra de la tendencia entonces opuesta, en particular en los Estados Unidos, de atenuar esas restricciones, lo que tuvo el efecto de fomentar una mayor asunción de riesgos en los sistemas financieros de esos países.

### La membresía en la OCDE
En mayo de 2007, Israel fue invitado a abrir las discusiones de adhesión con la OCDE. En mayo de 2010, la OCDE votó unánimemente para invitar a Israel a unirse, a pesar de las objeciones palestinas. Se convirtió en miembro de pleno derecho el 7 de septiembre de 2010. La OCDE elogió el progreso científico y tecnológico de Israel y lo describió como "un resultado sobresaliente a escala mundial".

### Desafíos
A pesar de la prosperidad económica, la economía israelí se enfrenta a muchos desafíos, algunos a corto y otros a largo plazo. A corto plazo, su incapacidad para duplicar su éxito en la industria de las telecomunicaciones en otras industrias en crecimiento obstaculiza sus perspectivas económicas. Su incapacidad para fomentar grandes empresas multinacionales en el último decenio también pone en tela de juicio su capacidad para emplear a un gran número de personas en las industrias avanzadas. A largo plazo, Israel se enfrenta a desafíos de gran dependencia del creciente número de judíos ultraortodoxos que tienen un bajo nivel de participación en la fuerza de trabajo oficial entre los hombres, y esta situación podría dar lugar a una tasa empleo materialmente más baja y a una mayor tasa de dependencia en el futuro. El gobernador del Banco de Israel, Stanley Fischer, declaró que la creciente pobreza entre los ultra ortodoxos está afectando la economía israelí.  Según los datos publicados por Ian Fursman, el 60% de los hogares pobres en Israel son de los judíos Haredi y los árabes israelíes. Ambos grupos juntos representan el 25-28% de la población israelí. Organizaciones como la Fundación Kemach, Gvahim, Jerusalem Village y el Foro de Redes de Negocios de Jerusalén están abordando estos desafíos con servicios de colocación de empleo y eventos de redes.

## Datos
En el cuadro siguiente se muestran los principales indicadores económicos en el período 1980-2018.
| Año  | PIB (en miles de millones de dólares PPA) | PIB per cápita (en US$ PPA) | El crecimiento del PIB (real) | Tasa de inflación (en porcentaje) | Desempleo (en porcentaje) | La deuda del gobierno (en % del PIB) |
| ---- | ----------------------------------------- | --------------------------- | ----------------------------- | --------------------------------- | ------------------------- | ------------------------------------ |
| 1980 | 27.7                                      | 7,062                       | 3.6 %                         | 316.6 %                           | 4.8 %                     | n/a                                  |
| 1981 | 31.7                                      | 8,029                       | 4.7 %                         | 116.8 %                           | 5.1 %                     | n/a                                  |
| 1982 | 34.1                                      | 8,496                       | 1.4 %                         | 120.4 %                           | 5.1 %                     | n/a                                  |
| 1983 | 36.4                                      | 8,872                       | 2.6 %                         | 145.6 %                           | 4.6 %                     | n/a                                  |
| 1984 | 38.5                                      | 9,270                       | 2.2 %                         | 373.8 %                           | 5.9 %                     | n/a                                  |
| 1985 | 41.5                                      | 9,818                       | 4.5 %                         | 304.6 %                           | 6.7 %                     | n/a                                  |
| 1986 | 43.9                                      | 10,213                      | 3.6 %                         | 48.2 %                            | 7.1 %                     | n/a                                  |
| 1987 | 48.4                                      | 11,077                      | 7.5 %                         | 19.9 %                            | 6.1 %                     | n/a                                  |
| 1988 | 51.8                                      | 11,679                      | 3.6 %                         | 16.2 %                            | 6.5 %                     | n/a                                  |
| 1989 | 54.6                                      | 12,097                      | 1.4 %                         | 20.2 %                            | 8.9 %                     | n/a                                  |
| 1990 | 60.4                                      | 12,968                      | 6.6 %                         | 17.2 %                            | 9.6 %                     | n/a                                  |
| 1991 | 65.3                                      | 13,201                      | 4.6 %                         | 19.0 %                            | 10.6 %                    | n/a                                  |
| 1992 | 71.6                                      | 13,968                      | 7.2 %                         | 11.9 %                            | 11.2 %                    | n/a                                  |
| 1993 | 76.0                                      | 14,457                      | 3.8 %                         | 10.9 %                            | 10.0 %                    | n/a                                  |
| 1994 | 83.1                                      | 15,403                      | 7.0 %                         | 12.3 %                            | 7.8 %                     | n/a                                  |
| 1995 | 93.0                                      | 16,784                      | 9.7 %                         | 10.0 %                            | 6.9 %                     | n/a                                  |
| 1996 | 100.4                                     | 17,671                      | 6.0 %                         | 11.3 %                            | 8.3 %                     | n/a                                  |
| 1997 | 106.3                                     | 18,245                      | 4.0 %                         | 9.0 %                             | 9.5 %                     | n/a                                  |
| 1998 | 111.9                                     | 18,748                      | 4.2 %                         | 5.4 %                             | 10.7 %                    | n/a                                  |
| 1999 | 117.6                                     | 19,222                      | 3.5 %                         | 5.2 %                             | 11.1 %                    | n/a                                  |
| 2000 | 130.9                                     | 20,819                      | 8.8 %                         | 1.1 %                             | 10.9 %                    | 79.6 %                               |
| 2001 | 134.0                                     | 20,815                      | 0.1 %                         | 1.1 %                             | 11.6 %                    | 83.7 %                               |
| 2002 | 135.8                                     | 20,679                      | −0.2 %                        | 5.7 %                             | 12.9 %                    | 90.2 %                               |
| 2003 | 140.1                                     | 20,944                      | 1.1 %                         | 0.7 %                             | 13.4 %                    | 92.8 %                               |
| 2004 | 151.1                                     | 22,202                      | 5.0 %                         | −0.2 %                            | 12.9 %                    | 91.3 %                               |
| 2005 | 162.4                                     | 23,441                      | 4.1 %                         | 1.3 %                             | 11.2 %                    | 88.2 %                               |
| 2006 | 176.9                                     | 25,091                      | 5.8 %                         | 2.1 %                             | 10.5 %                    | 80.0 %                               |
| 2007 | 192.9                                     | 26,876                      | 6.2 %                         | 0.5 %                             | 9.2 %                     | 73.1 %                               |
| 2008 | 202.5                                     | 27,710                      | 3.2 %                         | 4.6 %                             | 7.7 %                     | 71.9 %                               |
| 2009 | 207.0                                     | 27,662                      | 1.3 %                         | 3.3 %                             | 9.4 %                     | 74.6 %                               |
| 2010 | 221.1                                     | 29,018                      | 5.5 %                         | 2.7 %                             | 8.3 %                     | 70.7 %                               |
| 2011 | 237.4                                     | 30,580                      | 5.2 %                         | 3.5 %                             | 7.1 %                     | 68.8 %                               |
| 2012 | 247.8                                     | 31,334                      | 2.4 %                         | 1.7 %                             | 6.9 %                     | 68.4 %                               |
| 2013 | 262.9                                     | 32,631                      | 4.3 %                         | 1.5 %                             | 6.3 %                     | 67.1 %                               |
| 2014 | 277.9                                     | 33,835                      | 3.8 %                         | 0.5 %                             | 5.9 %                     | 65.9 %                               |
| 2015 | 287.2                                     | 34,290                      | 2.3 %                         | −0.6 %                            | 5.3 %                     | 64.0 %                               |
| 2016 | 301.8                                     | 35,322                      | 4.0 %                         | −0.5 %                            | 4.8 %                     | 62.1 %                               |
| 2017 | 318.4                                     | 36,562                      | 3.6 %                         | 0.2 %                             | 4.2 %                     | 60.4 %                               |
| 2018 | 337.4                                     | 37,994                      | 3.5 %                         | 0.8 %                             | 4.0 %                     | 60.8 %                               |

## Sectores

### Agricultura

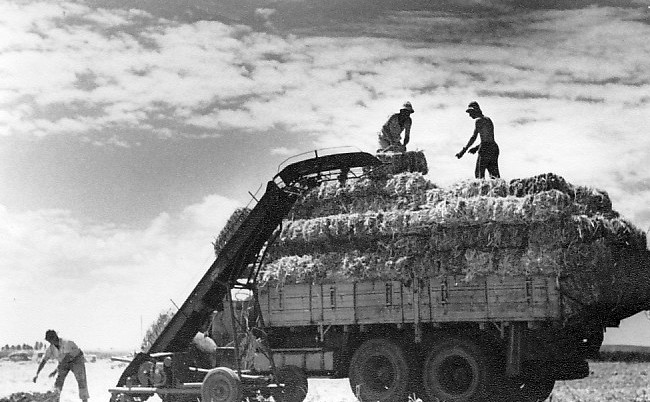
Los kibutz, comunidades colectivas de Israel que se basan tradicionalmente en la agricultura, desempeñaron un papel importante en la economía de Israel hasta finales del decenio de 1970.

Más del 60 % del territorio es desértico siendo necesario irrigar las tierras fértiles. El agua proviene en un 90 % de la desalinización o de la reutilizada. El 2,8% del PIB del país proviene de la agricultura. De una fuerza de trabajo total de 2.7 millones, el 2.6% está empleado en la producción agrícola mientras que el 6.3% en servicios para la agricultura. Mientras que Israel importa cantidades sustanciales de grano (aproximadamente el 80% del consumo local), es en gran medida autosuficiente en otros productos agrícolas y alimentos. Durante siglos, los agricultores de la región han cultivado variedades de cítricos, como pomelos, naranjas y limones. Los cítricos siguen siendo la principal exportación agrícola de Israel. Además, Israel es uno de los principales países exportadores de alimentos de invernadero del mundo. El país exporta más de 1.3 mil millones de dólares en productos agrícolas cada año, (un tercio de la producción se destina a la exportación) incluyendo productos agrícolas y 1200 millones de dólares en insumos agrícolas y tecnología.

### Servicios financieros

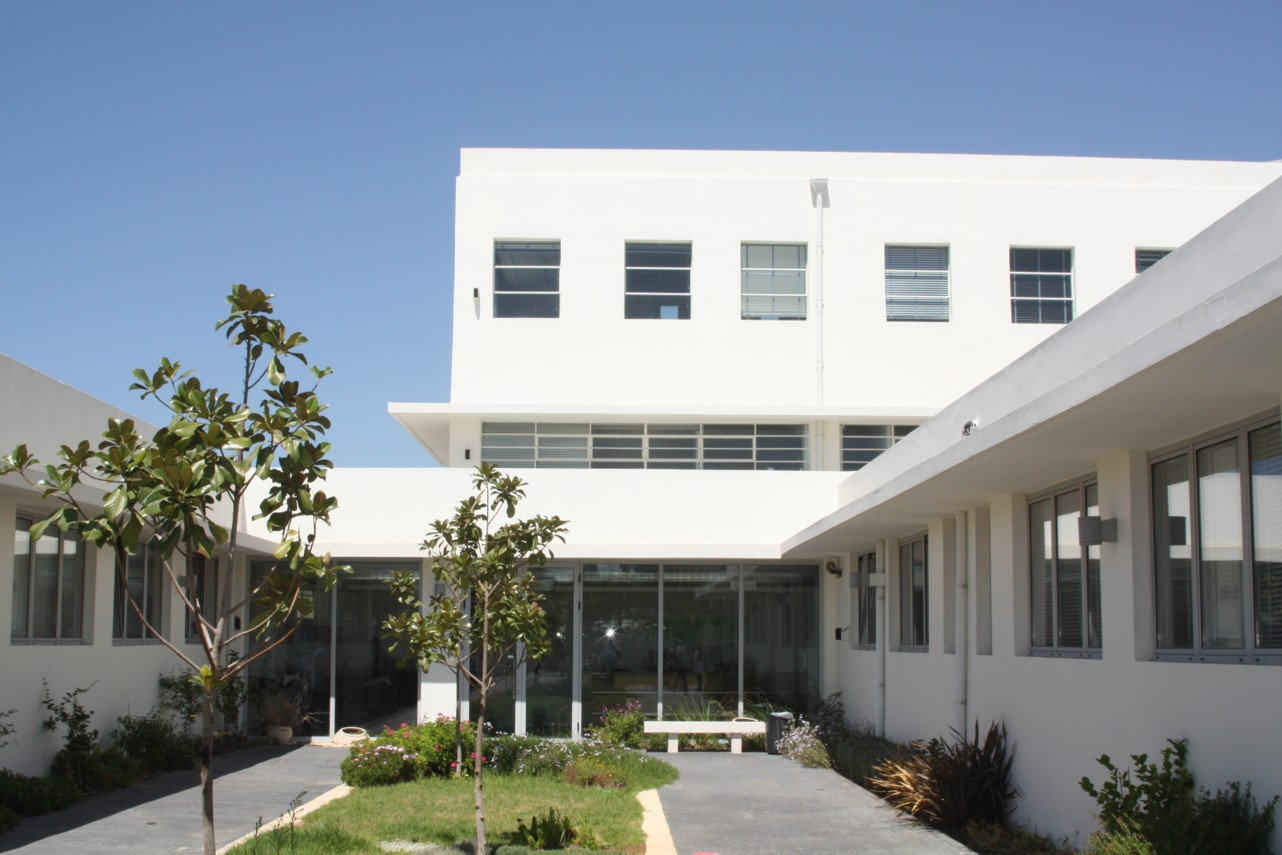
El complejo Jerusalem Venture Partners (JVP) en Jerusalén, una de las mayores empresas de capital de riesgo de Israel.

Israel cuenta con más de 100 fondos de capital de riesgo activos que operan en todo el país con 10 000 millones de dólares de los EE. UU. bajo su gestión. En 2004, los fondos extranjeros internacionales de diversas naciones del mundo comprometieron más del 50% del total de dólares invertidos, lo que ejemplifica la sólida y sólida reputación del país como una inversión extranjera buscada internacionalmente por muchos países. El sector de capital de riesgo de Israel se ha desarrollado rápidamente desde principios de la década de 1990 y cuenta con unos 70 fondos de capital de riesgo (CV) activos, de los cuales 14 CV internacionales tienen oficinas en Israel. El próspero sector de capital de riesgo y de incubación de empresas de Israel desempeñó un papel importante en la financiación del floreciente sector de alta tecnología del país. En 2008, las inversiones de capital de riesgo en Israel aumentaron un 19% hasta alcanzar los 1900 millones de dólares.
"Entre 1991 y 2000, los desembolsos anuales de capital de riesgo de Israel, casi todos privados, se multiplicaron casi por 60, de 58 millones de dólares a 3.300 millones de dólares; las empresas lanzadas por los fondos de riesgo israelíes aumentaron de 100 a 800; y los ingresos de Israel por concepto de tecnología de la información aumentaron de 1.600 millones de dólares a 12.500 millones de dólares. En 1999, Israel ocupaba el segundo lugar, después de los Estados Unidos, en cuanto a capital de capital privado invertido como proporción del PIB. Israel encabezó el mundo en cuanto a la parte de su crecimiento atribuible a las empresas de alta tecnología: 70 por ciento".
La próspera industria de capital de riesgo de Israel ha desempeñado un papel importante en la financiación del floreciente sector de la alta tecnología del país. En la actualidad, el país está repleto de cientos de prósperas empresas israelíes de capital privado y de capital de riesgo que desean invertir en la próxima puesta en marcha de empresas por valor de un millón o mil millones de dólares. Muchas de las empresas de capital de riesgo de Israel tienen bajo su dirección miles de millones de dólares que tratan de invertir en empresas israelíes nacionales con el fin de crear valor marcando una fuerte presencia en todo el país. La crisis financiera de 2007-2008 también afectó a la disponibilidad de capital de riesgo a nivel local. En 2009 se produjeron 63 fusiones y adquisiciones en el mercado israelí por un valor total de 2.540 millones de dólares; un 7% por debajo de los niveles de 2008 (2.740 millones de dólares), cuando se fusionaron o adquirieron 82 empresas israelíes, y un 33% inferior a los ingresos de 2007 (3.790 millones de dólares) cuando se fusionaron o adquirieron 87 empresas israelíes. Numerosas empresas israelíes de alta tecnología han sido adquiridas por corporaciones mundiales por su gestión empresarial fiable y su personal de calidad. Además de los fondos de capital de riesgo, muchos de los principales bancos de inversión, fondos de pensiones y compañías de seguros del mundo tienen una fuerte presencia en Israel comprometiendo sus fondos para respaldar financieramente a las empresas israelíes de alta tecnología y beneficiarse de su próspero sector de alta tecnología. Estos inversores institucionales incluyen Goldman Sachs, Bear Stearns, Deutsche Bank, JP Morgan, Credit Swiss, Merrill Lynch, y AIG.
Israel también tiene una industria de fondos de cobertura pequeña pero de rápido crecimiento. En cinco años, entre 2007 y 2012, el número de fondos de cobertura activos se ha duplicado hasta llegar a 60, mientras que el valor total de los activos que controlan los fondos se ha cuadruplicado en el mismo período . Los fondos de cobertura con sede en Israel han registrado un aumento del 162% desde 2006 y actualmente gestionan un total de 2.000 millones de dólares (₪8 mil millones), además de emplear a unas 300 personas La creciente industria de los fondos de cobertura en Israel también está atrayendo a un sinfín de inversores de todo el mundo, en particular de los Estados Unidos.

### Alta tecnología

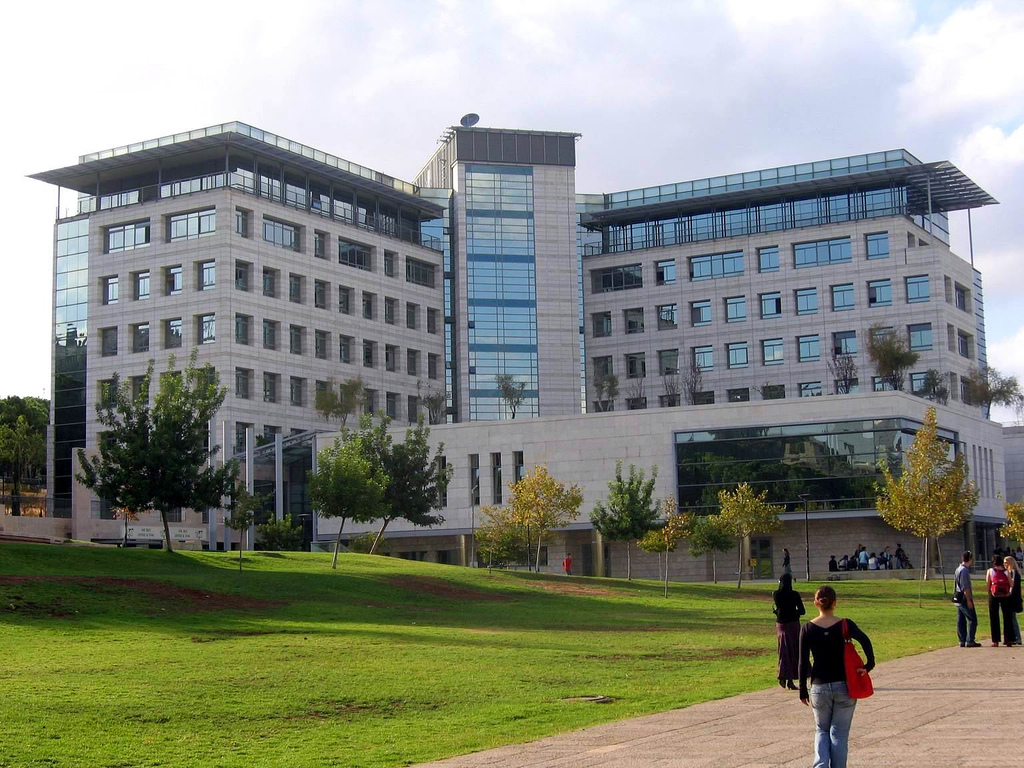
Facultad de Informática, en el Instituto de Tecnología Israelí, Technion en Haifa.

La ciencia y la tecnología en Israel es uno de los sectores más desarrollados e industrializados del país. El moderno ecosistema israelí de alta tecnología está altamente optimizado y constituye un importante componente de la economía israelí. El porcentaje de israelíes que se dedican a la investigación científica y tecnológica, y la cantidad que se gasta en investigación y desarrollo (I+D) en relación con el producto interno bruto (PIB), es uno de los más altos del mundo. Israel ocupa el cuarto lugar en el mundo en cuanto a la actividad científica, medida por el número de publicaciones científicas por millón de ciudadanos. El porcentaje de Israel en el número total de artículos científicos publicados en todo el mundo es casi 10 veces mayor que su porcentaje de la población mundial. A pesar de su pequeña población en relación con otras naciones industrializadas del mundo, Israel tiene el mayor número de científicos y técnicos per cápita del mundo con 140 científicos y técnicos por cada 10 000 empleados. En comparación, lo mismo es 85 por 10 000 en los Estados Unidos y 83 por 10 000 en Japón.

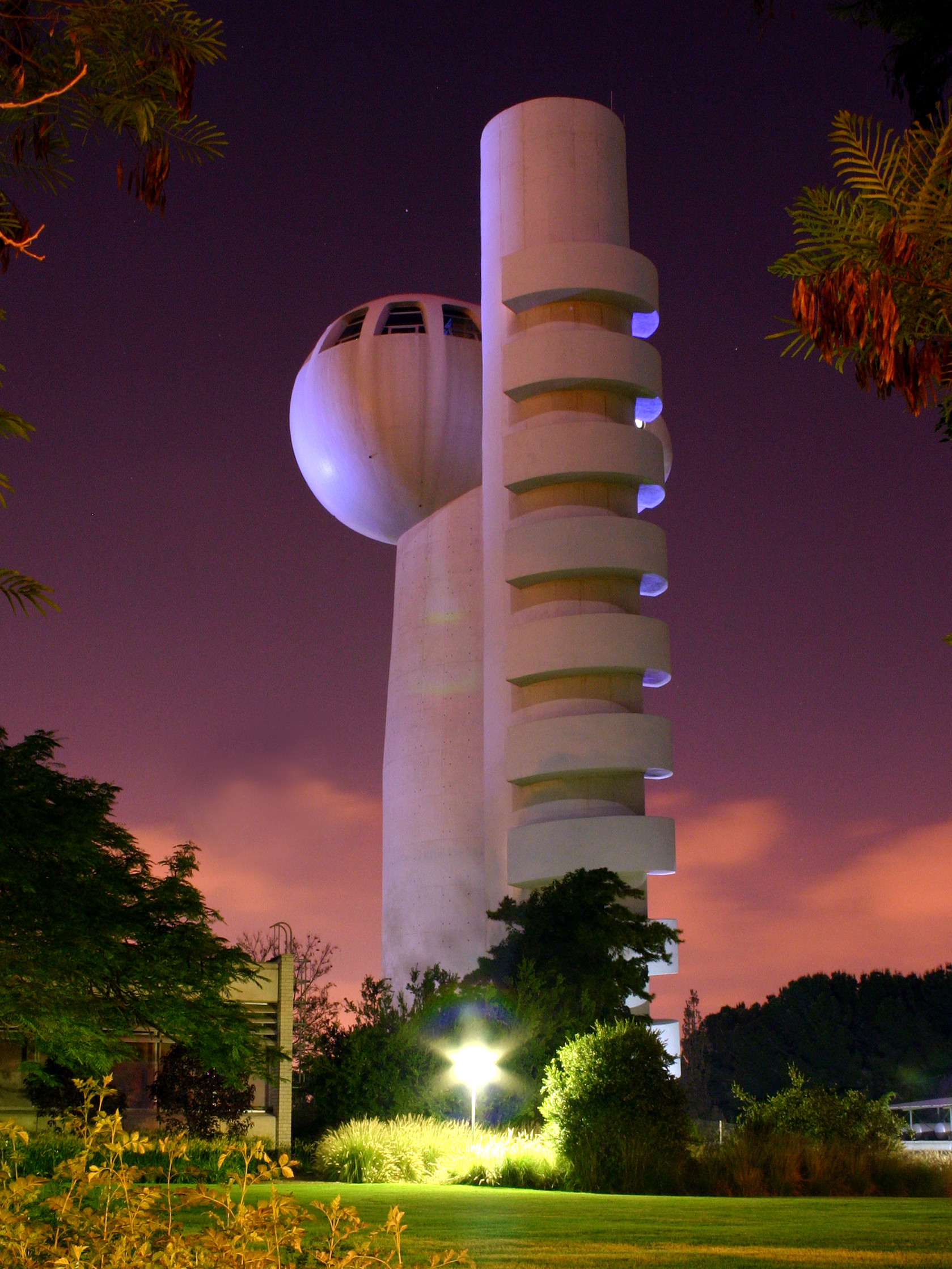
Instituto Weizmann de Ciencias, Rehovot

Los científicos, ingenieros y técnicos israelíes han contribuido al avance moderno de las ciencias naturales, las ciencias agrícolas, las ciencias informáticas, la electrónica, la genética, la medicina, la óptica, la energía solar y diversos campos de la ingeniería. En Israel tienen su sede algunos de los principales actores corporativos de la industria de la alta tecnología y el país cuenta una de las poblaciones tecnológicamente más alfabetizadas del mundo. En 1998, Tel Aviv fue nombrada por Newsweek como una de las diez ciudades tecnológicamente más influyentes del mundo. En 2012, la ciudad también fue nombrada como uno de los mejores lugares para las empresas de nueva creación de alta tecnología, situada en segundo lugar sólo por detrás de su homóloga de California. En 2013, Tel Aviv repitió la hazaña en la que el periódico estadounidense Boston Globe clasificó a Tel Aviv como la segunda mejor ciudad para la creación de empresas, después de Silicon Valley Israel tiene el mayor número de empresas de nueva creación a nivel mundial, sólo superado por Estados Unidos, y sigue siendo uno de los mayores centros del mundo para empresas tecnológicas emergentes. Se crean 200 empresas de nueva creación al año y más de 2500 empresas de nueva creación operan en todo el país.
En los últimos años, la industria se ha enfrentado a algunos desafíos, y el crecimiento ulterior de la industria depende de que los supere. Ahora el sector de la alta tecnología está creciendo rápidamente y la demanda de talento tecnológico también aumenta. No hay suficientes especialistas en el mercado y, en particular, el 15% de los puestos en el sector de la alta tecnología de Israel siguen sin cubrirse. Sin embargo, el mayor número de puestos sin cubrir (31%) son en especialidades de ingeniería de software: DevOps, back-end, ciencia de datos, aprendizaje de máquinas e inteligencia artificial. Por lo tanto, los sueldos de los especialistas en el mercado israelí también aumentaron significativamente. Para resolver este problema, las empresas de TI buscan llenar los vacíos en el extranjero. Por consiguiente, emplean alrededor del 25% de toda su fuerza de trabajo en el extranjero. La mayoría de las empresas optan por contratar empleados de Ucrania (45%) y los Estados Unidos (con un 16%) son el segundo país de destino de la deslocalización más popular. Por lo tanto, para mantener el crecimiento de la industria, Israel debe superar esta escasez de mano de obra. De hecho, el Consejo de Educación Superior de Israel ya ha puesto en marcha un programa de cinco años para aumentar en un 40% el número de graduados de los programas de informática e ingeniería.

### Energía
Históricamente, Israel dependía de las importaciones externas para satisfacer la mayor parte de sus necesidades energéticas, gastando una cantidad equivalente a más del 5% de su PIB anual en 2009 en importaciones de productos energéticos. El sector del transporte depende principalmente de la gasolina y el combustible diésel, mientras que la mayor parte de la producción de electricidad se genera a partir de carbón importado. En 2013, Israel importaba unos 100 millones de barriles de petróleo al año. El país posee reservas insignificantes de petróleo crudo, pero tiene recursos nacionales de gas natural que fueron descubiertos en cantidades más significativas a partir de 2009, después de muchas décadas de exploración infructuosa anteriormente.

#### Gas natural
Hasta principios de la década de 2000, el uso de gas natural en Israel era mínimo. A finales del decenio de 1990, el gobierno de Israel decidió fomentar el uso del gas natural por razones ambientales, de costo y de diversificación de los recursos. Sin embargo, en ese momento no había fuentes internas de gas natural y se esperaba que el gas se suministrara desde el extranjero en forma de GNL y por un futuro gasoducto desde Egipto (que finalmente se convirtió en el gasoducto Arish-Ashkelon). Se hicieron planes para que la Corporación Eléctrica de Israel construyera varias centrales eléctricas impulsadas por gas natural, para la construcción de una red nacional de distribución de gas y para una terminal de importación de GNL.

### Minería e industria
De este sector destacan los sectores petroquímicas, químicos y textil, así como también la explotación de minas. etc. Además se trata de uno de los cuatro principales exportadores de armas del mundo.

### Turismo
El turismo es una de las principales fuentes de ingresos de Israel en el país y atrae a 3,6 millones de turistas extranjeros en 2017, con un crecimiento del 25 por ciento desde 2016 y contribuyó con 20 mil millones de NIS a la economía israelí, convirtiéndolo en un récord histórico. El sitio pago más popular es Masada. Jerusalén, al estar ocupada, o Belén, focos de turismo palestino, son destinos turísticos cuyo beneficio es, en gran parte, extraído por Israel por medio de los tour operator que desarrollan su actividad con proveedores exclusivos israelíes.